# Ervin Katnić
Ervin Katnić est un footballeur yougoslave, né le 2 septembre 1921 à Pola (auj. Pula) dans le royaume d'Italie (auj. en Croatie) et mort le 4 janvier 1979 à Split.
Évoluant au poste de milieu de terrain, il fait toute sa carrière à l'Hajduk Split et fait partie de l'effectif de l'équipe de Yougoslavie à la Coupe du monde 1950 bien que ne jouant aucun match.

## Biographie
Ervin Katnić joue au poste de milieu de terrain au sein de l'Hajduk Split en 1944, date où il s'engage dans l'armée et évolue dans une brigade de chars dans le sud de l'Italie.
De retour dans son club en 1946, il remporte le championnat de Croatie qualificatif pour le nouveau championnat de Yougoslavie. Avec son équipe, il termine deuxième du championnat en 1948 puis l'emporte en 1950.
Il est alors convoqué par le sélectionneur Milorad Arsenijević pour disputer la Coupe du monde 1950 au Brésil avec l'équipe de Yougoslavie mais, ne dispute aucune rencontre lors de la compétition. En club, il gagne de nouveau le championnat en 1952 puis termine deuxième la saison suivante. Il quitte le club en fin de saison.

## Palmarès
Ervin Katnić dispute 369 rencontres pour 28 buts inscrits avec Hajduk Split. Il gagne avec cette équipe le championnat de Croatie 1946 et le championnat de Yougoslavie en 1950 et 1952. Il termine deuxième de cette compétition en 1948 et 1953.